# Zarzyce Wielkie

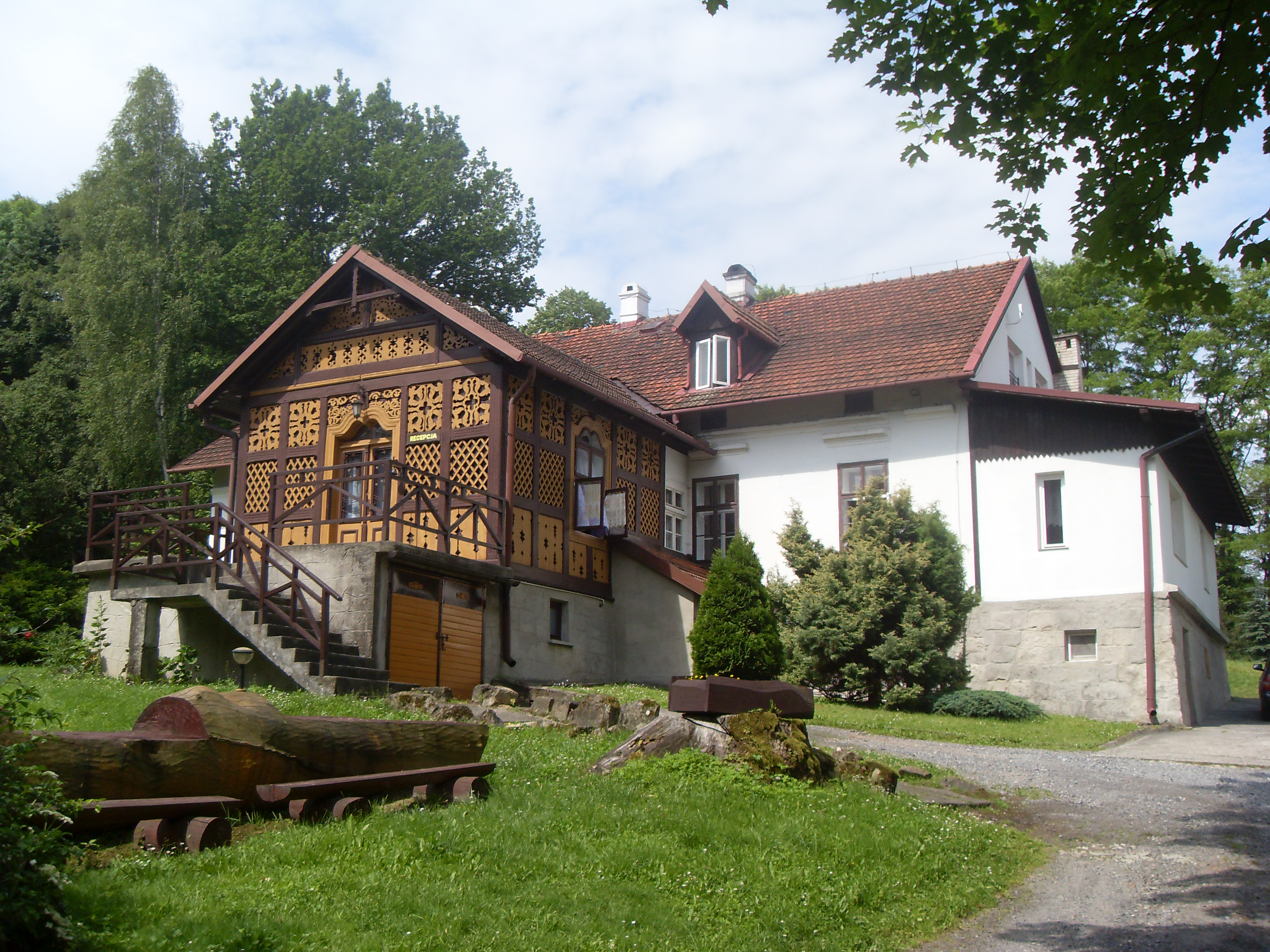
Gutshof (18. Jahrhundert)

Zarzyce Wielkie ist eine Ortschaft mit einem Schulzenamt der Gemeinde Kalwaria Zebrzydowska im Powiat Wadowicki der Woiwodschaft Kleinpolen in Polen.

## Geographie
Der Ort liegt am rechten, südlichen Ufer des Flusses Skawinka. Die Nachbarorte sind Leńcze im Norden, Izdebnik im Osten, Brody im Süden sowie Zebrzydowice im Westen.

## Geschichte
Ursprünglich gehörte Zarzyce Wielkie, sowie Zarzyce Małe, zum Dorf Leńcze. Der Name Zarzyce in der lokalen Mundsprache bedeutet so viel wie Zarzecze: [der Ort] hinter (za) dem Fluss (rzeką), hier bezogen auf das Dorf Leńcze, das am anderen Ufer des Flusses Skawinka liegt. Das Gebiet zwischen den Flüssen Skawa im Westen und Skawinka im Osten wurde im Jahr 1274 von Kleinpolen abgetrennt und ans Herzogtum Oppeln angeschlossen. Die neue politische schlesisch-kleinpolnische Grenze teilte das Dorf. Die Bezeichnung Zarzecze für den kleinpolnischen Teil des Dorfes tauchte erstmals im Jahr 1381 auf. In einem auf das Jahr 1424 datierten Dokument ist die Bezeichnung Lyncza alias Zarzecze belegt. Im Jahr 1454 wurden drei Dörfer unterschieden: Leńcze Dolne (dt. Nieder-Leńcze, das heutige Leńcze), Leńcze Górne (dt. Ober-Leńcze), das heutige Podolany sowie Leńcze Średnie (dt. Mittel-Leńcze, das heutige Zarzyce Wielkie und Zarzyce Małe). Bis 1680 befanden sich an der Stelle des heutigen Leńcze Średnie bereits zwei Siedlungen: Zarzecze Wielkie und Zarzecze Małe; sie wurden aber bis zum späteren 18. Jahrhundert als Teile von Leńcze beachtet. Die örtlich geprägte Form des Namens Zarzyce tauchte im 19. Jahrhundert auf.
Bei der Ersten Teilung Polens kam Zarzyce Wielkie 1772 zum neuen Königreich Galizien und Lodomerien des habsburgischen Kaiserreichs (ab 1804).
1918, nach dem Ende des Ersten Weltkriegs und dem Zusammenbruch der k.u.k. Monarchie, kam Zarzyce Wielkie zu Polen. Unterbrochen wurde dies nur durch die Besetzung Polens durch die Wehrmacht im Zweiten Weltkrieg. Es gehörte dann zum Generalgouvernement.
Von 1975 bis 1998 gehörte Zarzyce Wielkie zur Woiwodschaft Bielsko-Biała.